# 국영 쇼와 기념공원
국영 쇼와 기념공원(일본어: 国営昭和記念公園)은 일본 도쿄도 다치카와시와 아키시마시에 걸쳐 있는 국영공원이다.

## 개요
쇼와 천황이 재위 50년 기념 사업의 일환으로 다치카와시와 아키시마시에 걸쳐 다치카와 기지의 부지 중 180 헥타르를 기념공원으로 건설되어 1978년부터 국토교통성 하에 시설 정비가 진행되었다. 1983년 10월 26일, 쇼와 천황 참석 하에 약 70 헥타르에 개원한 후 레인보우 수영장과 어린이 숲, 일본 정원, 분재원 등 여러 시설이 정비되어 2005년 11월에 쇼와 천황 기념관이 개관했다.
이 공원은 다치카와 기지 터에 개설되어 있으며, 레크리에이션 시설로서의 기능도 있지만 대규모 지진이나 화재가 발생했을 경우 피난 장소로서의 기능을 수행하도록 설계되어 있으며, 다치카와 시와 아키시마 시의 광역피난장소 중 하나로 지정되어 있다.